# ILT-IOD
De Inlichtingen- en Opsporingsdienst van de Inspectie Leefomgeving en Transport (ILT-IOD) is de bijzondere opsporingsdienst van het Nederlandse ministerie van Infrastructuur en Waterstaat (IenW). De ILT-IOD voert strafrechtelijke opsporingsonderzoeken uit en richt zich daarbij vooral op (zware) georganiseerde criminaliteit, vaak met internationale (financiële) constructies en handelsstromen, waarbij zonder ingrijpen van de overheid onherstelbare schade ontstaat aan mens, milieu en maatschappij.
Het is een van vier bijzondere opsporingsdiensten die in 2007 bij wet zijn aangewezen.

## Doelen
De ILT-IOD kent een duale aansturing: het Ministerie van Infrastructuur en Waterstaat bepaalt de prioriteiten op de inhoudelijke beleidsterreinen, terwijl  het openbaar ministerie de prioriteiten binnen die beleidsterreinen selecteert en het strafrechtelijk onderzoek aanstuurt. De onderzoeken zijn gericht op personen en bedrijven die de regelgeving op het gebied van milieu, transport en woningcorporaties stelselmatig en op een ernstige manier overtreden. De ILT-IOD onderzoekt ook hoeveel geld verdachten hebben verdiend met criminele activiteiten zodat deze winst kan worden afgepakt. Daarnaast wordt onderzoek gedaan naar zogeheten facilitators die hun diensten verlenen aan criminelen. Ook de aanpak van integriteitschendingen en het bevorderen van de veiligheidscultuur met betrekking tot veiligheidsrisico’s op het gebied van milieu hebben de aandacht.
De ILT-IOD legt de prioriteit in strafrechtelijke onderzoeken op een aantal hoofdonderwerpen:
- Illegale grensoverschrijdende afvalstromen (EVOA)
- Malafide praktijken en crimineel gedrag in de transportsector
- Ernstige bodemvervuiling
- Illegale handel in gevaarlijke stoffen
- Integriteitsvraagstukken bij woningcorporaties.

## Organisatie
Bij de ILT-IOD werken tactisch, financieel en digitaal rechercheurs, recherchekundigen, analisten, juridisch specialisten, forensisch accountants, strategisch adviseurs en experts op het gebied van het inwinnen en opwerken van inlichtingen en informatie. Zij brengen criminaliteit in kaart en sporen strafbare feiten en verdachten op.
De ILT-IOD heeft een Team Criminele Inlichtingen (TCI). Dit team verzamelt, registreert en analyseert informatie over strafbare feiten en verdachten. Zij maken daarbij gebruik van informanten die anoniem informatie aan de TCI verstrekken.
De ILT-IOD is gevestigd in Utrecht en Eindhoven.